# 黑带水蛙
黑带水蛙（学名：Hylarana nigrovittata）为赤蛙科水蛙屬的两栖动物。在中国大陆，分布于云南等地，常栖息于丘陵地带缓流小溪岸边、枯枝叶下以及草丛中。该物种的模式产地在缅甸。